# Французький бокс
«Французький бокс» (англ. Savate) — американський фільм 1995 року режисера Айзека Флорентайна з Олів'є Грюнером у головній ролі.

## Сюжет
Молодий французький офіцер Джозеф Чарлегранд розшукує вбивцю свого товариша по службі. По дорозі він потрапляє в засідку. Його рятують брат з сестрою. Місцевий бізнесмен, хоче отримати їхню землю будь-якою ціною. У місті на Кейна та Мері нападають. Джозеф залишається та навчає їх бойовому мистецтву. Кейн опановує техніку та тепер в нього з'являється шанс заробити на цьому: взяти участь у турнірі.
Одного дня клуню Паркерів підпалюють. Ставши на захист свого майна, Кейн отримує поранення несумісне з життям. Це лякає інших фермерів і вони готові продати свої землі. Щоб не допустити цього він пропонує жителям поставити всі гроші на турнірі на нього. Джозеф Чарлегранд отримує перемогу.

## У ролях
| Актор         | Роль                |
| ------------- | ------------------- |
| Ян Зірінг     | Кейн Паркер         |
| Майкл Паланс  | Мітчем              |
| Олів'є Грюнер | Джозеф Чарлегранд   |
| Ешлі Лоуренс  | Мері Паркер         |
| Марк Сінгер   | Зігфільд фон Тротта |
| Джеймс Бролін | полковник Джонс     |
| Ренс Говард   | фермер              |

## Створення фільму

### Виробництво
Зйомки фільму проходили в Каліфорнії, США.

### Знімальна група
- Кінорежисер — Айзек Флорентайн
- Сценаристи — Айзек Флорентайн, Джуліан Стоун
- Кінопродюсер — Алан Мегрез
- Композитор — Кевін Кінер
- Кінооператор — Бернард Сальзманн
- Кіномонтаж — Айріт Раз
- Художник-постановник — Росс Сілвермен
- Артдиректор — Ден Вайфлер
- Художник-декоратор — Мішель Мунос
- Художник з костюмів — Дебора Вакнін
- Підбір акторів — Патріша Роуз[1]

## Історія створення
Французький іноземний легіон був заснований у 1831 році, через рік після того, як офіційно була розпущена Французька охоронна гвардія. Від самого початку до нього приєдналося багато німецькомовних чоловіків, які часто ховалися за вигаданими іменами. У 1861 році Наполеон III використав легіон для французької інтервенції в Мексику. Вона тривала до 1867 року. На той час Шарль Лекур вже створив і утвердив французький бокс як суміш савата та англійського боксу. До цього часу саватори використовували руки переважно для блокування ударів або для одночасного фехтування палицями (canne de combat). Одним з учнів Лекура був колишній армійський інструктор Жозеф Шарлемон. На цьому тлі можна собі уявити, що такий сават, як Жозеф Шарлеґран, міг служити в Мексиці, і що він міг зустріти там німецькомовного легіонера, хоча повільна швидкість комунікацій і подорожей у 1865 році, а також відсутність перетинів у тогочасних бойових видах спорту роблять ідею міжнародних змагань з бойових мистецтв у диких умовах американського Заходу малоймовірною. 

## Сприйняття
Фільм отримав переважно негативні відгуки. На сайті Rotten Tomatoes оцінка стрічки становить 35 % від глядачів із середньою оцінкою 3,1/5 (268 голосів). Фільму зарахований «розсипаний попкорн» від глядачів, Internet Movie Database — 5,4/10 (671 голос).